# Corentin Jean
Corentin Jean (ur. 15 lipca 1995 w Blois) – francuski piłkarz występujący na pozycji napastnika w amerykańskim klubie Inter Miami. Wychowanek Troyes AC, w trakcie swojej kariery grał także w takich zespołach, jak AS Monaco FC, Toulouse FC oraz RC Lens. Młodzieżowy reprezentant Francji.

## Statystyki kariery
(aktualne na dzień 6 lipca 2016)
| Klub               | Sezon              | Liga               | Liga  | Liga   | Puchar Francji | Puchar Francji | Puchar Ligi | Puchar Ligi | Europa | Europa | Suma  | Suma   |
| Klub               | Sezon              | Liga               | Mecze | Bramki | Mecze          | Bramki         | Mecze       | Bramki      | Mecze  | Bramki | Mecze | Bramki |
| ------------------ | ------------------ | ------------------ | ----- | ------ | -------------- | -------------- | ----------- | ----------- | ------ | ------ | ----- | ------ |
| Troyes             | 2012/13            | Ligue 1            | 15    | 3      | 1              | 0              | 1           | 1           | –      | –      | 17    | 4      |
| Troyes             | 2013/14            | Ligue 2            | 22    | 4      | 1              | 0              | 5           | 0           | –      | –      | 28    | 4      |
| Troyes             | 2014/15            | Ligue 2            | 28    | 10     | 1              | 0              | 2           | 0           | –      | –      | 31    | 10     |
| Monaco             | 2015/16            | Ligue 1            | 0     | 0      | 0              | 0              | 0           | 0           | 0      | 0      | 0     | 0      |
| Troyes (wyp.)      | 2015/16            | Ligue 1            | 34    | 4      | 2              | 2              | 1           | 0           | –      | –      | 37    | 6      |
| Monaco             | 2016/17            | Ligue 1            | 0     | 0      | 0              | 0              | 0           | 0           | 0      | 0      | 0     | 0      |
| Ogólnie w karierze | Ogólnie w karierze | Ogólnie w karierze | 99    | 21     | 5              | 2              | 9           | 1           | 0      | 0      | 113   | 24     |